# David Taylor (labdarúgó)
David Taylor (1965. augusztus 25. –) európai aranycipős,  walesi labdarúgó, edző.
A wales-i Premier ligában 164 mérkőzésen 117 gólt szerzett. Az 1993/94-es szezonban 38 mérkőzésen 43 gólt lőtt a wales-i bajnokságban a Porthmadog csapatában, ezzel Európában a legtöbb gólt szerezte, és e teljesítményéért megkapta az Európai Aranycipő díját.
Az aktív pályafutása befejezése után az UEFA által minősített labdarúgóedző képesítést szerzett, és különböző wales-i klubcsapatoknál tevékenykedett. 2012-ben a Wrexham női labdarúgócsapatának edzője volt.

## Sikerei, díjai
- walesi bajnokság
  - gólkirály: 1993–94 (43 gól)
- Európai aranycipő (1994)